# Стебник (Словаччина)
Стебник, Стебнік (словац. Stebník) — село, громада в окрузі Бардіїв, Пряшівський край, північно-східна Словаччина.
Населене українцями, але після Другої світової війни — під загрозою переселення в УРСР — абсолютна більшість селян переписалася на словаків та русинів.

## Історія
В історичних документах село вперше згадується в 1414 році.

## Географія
Село розташоване на висоті від 377 метрів і займає площу в 20,533 км². Кількість населення близько 323 особи.
Протікає річка Росуцька вода.

## Населення
| Рік:            | 1993 | 2003    | 2013     | 2023    |
| --------------- | ---- | ------- | -------- | ------- |
| Кількість осіб: | 363  | 344     | 303      | 311     |
| Різниця:        |      | -5,23 % | -11,91 % | +2,64 % |

| Рік:            | 2022 | 2023    |
| --------------- | ---- | ------- |
| Кількість осіб: | 314  | 311     |
| Різниця:        |      | -0,95 % |

В селі проживає 323 осіб.
Національний склад населення (за даними останнього перепису населення — 2001 року):
- словаки — 83,33 %
- русини — 10,82 %
- українці — 5,26 %
- чехи — 0,29 %
- поляки — 0,29 %

Склад населення за приналежністю до релігії станом на 2001 рік:
- греко-католики — 83,63 %,
- римо-католики — 11,70 %,
- православні — 0,58 %,
- не вважають себе віруючими або не належать до жодної вищезгаданої церкви- 3,51 %

### Визначні постаті
- Андрій Савка — русинський протифеодальний повстанець
- Йосип Збіглей — український письменник.

## Цікаві факти
- В 1838 році побудована греко-католицька цегляна церква преподобної матері Параскієви Теновської (т. зв. «Карпатська церква»).
- Село зберігається, незважаючи на зміни в міжнаціональних відносинах русинської культури. В цьому районі існує відомий жіночий народний хор «Стебничанка».